# Fabien Sevitzky
Fabien Sevitzky   (Vixni Volotxok, 29 de setembre de 1893 - Atenes, 3 de febrer de 1967), nascut Favi Adólfovitx Kussevitski, rus: Фавий Адольфович Кусевицкий, fou un director d'orquestra nord-americà d'origen rus. Era el nebot del reconegut virtuós del contrabaix i de molt temps director de l'Orquestra Simfònica de Boston Serge Koussevitzky.
Sevitzky es va convertir en director musical de l'Orquestra Simfònica d'Indianapolis el 1937 després de dirigir-la per primera vegada a l'hivern del 1936, i va romandre en el càrrec fins al 1955. Va dirigir l'orquestra en una sèrie d'enregistraments per a "RCA Victor" del 1941 al 1946 i per la Capitol Records fins al 1953, que es van publicar en discos de 78 rpm i 33-1/3 rpm. L'orquestra es va gravar al teatre Murat. Entre els enregistraments més inusuals hi havia la primera simfonia de Txaikovski (enregistrada el 19 de març de 1946) i Manfred (enregistrada el 27 de gener de 1942).
Es va casar amb l'arpista Mary Spaulding el 1959 i, posteriorment, la parella es va traslladar a Miami per ocupar llocs de professorat a la Universitat de Miami, mentre que la seva dona també donava classes particulars d'arpa. Va dirigir l'orquestra de la Universitat poc després de la seva arribada, i va esdevenir-ne director permanent el 1963. Va defensar la música de William Grant Still, a qui va encarregar obres com Threnody: In Memory of Jan Sibelius, i va dirigir l'estrena de l'òpera Highway 1 U.S.A. de Still, el 1960. Va ser director musical de la Greater Miami Philharmonic Orchestra de 1956 a 1962, i va morir sobtadament el 1967.
La seva dona, que més tard es va convertir en Mary Spaulding Portanova, li va sobreviure.